# Friedrich Ludwig Jahn
Friedrich Ludwig Jahn (Lanz, Brandenburg, 11 d'agost de 1778 − Freyburg, 15 d'octubre de 1852) va ser un pedagog alemany, conegut com el «pare de la gimnàstica» (en alemany Turnvater).

## Biografia
Ardent nacionalista, Jahn va buscar exaltar mitjançant la gimnàstica l'amor per la pàtria. Les organitzacions gimnàstiques per ell creades van ser, junt amb els cors masculins i les associacions de tir, un dels canals principals del moviment per la unificació alemanya.
El 1811 Jahn va inaugurar el primer espai per a la pràctica gimnàstica a l'aire lliure a la prada Hasenheide (a prop de Berlín). Jahn l'anomenava tie, recuperant un vell terme germànic per als llocs de reunió públics, ja que estava convençut que era tradició dels antics germànics realitzar certàmens similars. Jahn buscava recuperar l'ideal clàssic de bellesa masculina, fent, ressaltar-lo a través de vestits de gimnàstica especialment dissenyats. La seva pedagogia no distingia entre cos i esperit, ni entre la docència i la vida com un tot. Veia a la pràctica de la gimnàstica un antídot contra els vicis burgesos i un camí cap a l'austeritat com a ideal de vida.
Els espais en els quals es desenvolupaven les competències buscaven ser un centre de peregrinació. Les societats de gimnàstica i els altres grups afins participaven en festejos patriòtics organitzats rigorosament, que incloïen cançons, tocs de trompetes, flames sagrades i discursos breus. Jahn entenia, igual com Arndt que els festeigs havien de ser autèntics, no imposats sinó sorgir de l'«esperit del poble». També va propugnar la construcció de monuments nacionals com un altre mitjà d'afirmar el patriotisme de les masses alemanyes.
El moviment gimnàstic de Jahn va créixer ràpidament. Cap a 1818 es comptaven a Prússia uns 6.000 gimnastes reunits en unes cent societats; cinquanta anys més tard superaven els cent mil.
Al voltant de la figura de Jahn es va desenvolupar un culte a la personalitat, però que no va quallar en un moviment polític concret.

## Obres
- Bereicherung des hochdeutschen Sprachschatzes (Leipzig, 1806),
- Deutsches Volksthum (Lübeck, 1810)
- Runenblätter (Frankfurt, 1814)
- Die Deutsche Turnkunst (amb Eiselen, Berlín, 1816)
- Neue Runenblätter (Naumburg, 1828)
- Merke zum deutschen Volksthum (Hildburghausen, 1833)
- Selbstvertheidigung (Leipzig, 1863).